# アジア系アルゼンチン人
アルゼンチン の アジア人 は、20世紀のアジア諸国からの移民の子孫（2世、3世）が多数を占めている。
首都ブエノスアイレスなどに住み、民族集団居住（中華街、日本町など）を形成する場合もある。多くは服飾、生活雑貨・食料品、レストランなどを経営している。

## 歴史

### 第1波
20世紀初期、少数の日本移民（主に沖縄県出身者）がアルゼンチンに移住した。1911年、最初のアルゼンチン生まれの "日系2世" Seicho Arakaki が誕生している。
今日、約32,000人の日系人が国内に住む（ 財団法人 海外日系人協会, Association of Nikkei and Japanese Abroad による）。

### 第2波
1960年代、韓国人起業家を中心とした、アジア移民がブエノスアイレスに移住した。今日、22,024人の韓国系アルゼンチン人が国内に住む（特にブエノスアイレス、Balvanera 地区、Flores 地区に多く住む）。彼らは主に服飾の製造・販売に携わっている。

### 第3波
1990年代、中国本土、台湾などの起業家多数がブエノスアイレスに移住した。多くは雑貨店などを営む。国内主要紙クラリンによると、今日6万人以上の中国移民、移民子孫が国内に居住している。ベルグラノ地区（ブエノスアイレス）の佛教寺院周辺地域にチャイナタウンが形成されている。
アルゼンチンは、南アメリカ最大のラオ人（Lao people）コミュニティーがある（約2,000人）。
1999年−2002年の経済危機時、アジア系アルゼンチン人の中はアメリカ合衆国、カナダに移住する人々も居た。